# 利霍西爾卡
49°51′39″N 28°1′48″E / 49.86083°N 28.03000°E
利霍西爾卡（烏克蘭語：Лихосілка），是烏克蘭北部的村莊，隸屬日托米爾州的別爾季切夫區。該村面積1.4平方公里，海拔高度256米，2001年人口262，人口密度每平方公里187.68人。